# Jan Krzysztof Bielecki
Jan Krzysztof Bielecki (uitspraakⓘ ['jan ˈkʂɨʂtɔf bʲɛˈlɛt͡skʲi]) (Bydgoszcz, 3 mei 1951) is een Pools liberaal politicus en econoom. Van 12 januari tot 5 december 1991 was hij premier van Polen.

## Biografie
Bielecki werd geboren in Bydgoszcz en studeerde zeetransporteconomie aan de Universiteit Gdańsk. In 1980 werd hij lid van het vrije vakverbond Solidariteit. Na het uitroepen van de staat van beleg in december 1981 zat Bielecki korte tijd geïnterneerd. Vanwege zijn rol in de oppositie verloor hij zijn baan als ambtenaar op het Ministerie van Machinebouw, waar hij sinds 1980 had gewerkt, en vond hij werk als vrachtwagenchauffeur. Hij bleef actief in het ondergrondse verzet en richtte bovendien een eigen coöperatie (Doradca "adviseur") op,  waarmee hij activisten van de oppositie aan werk hielp.

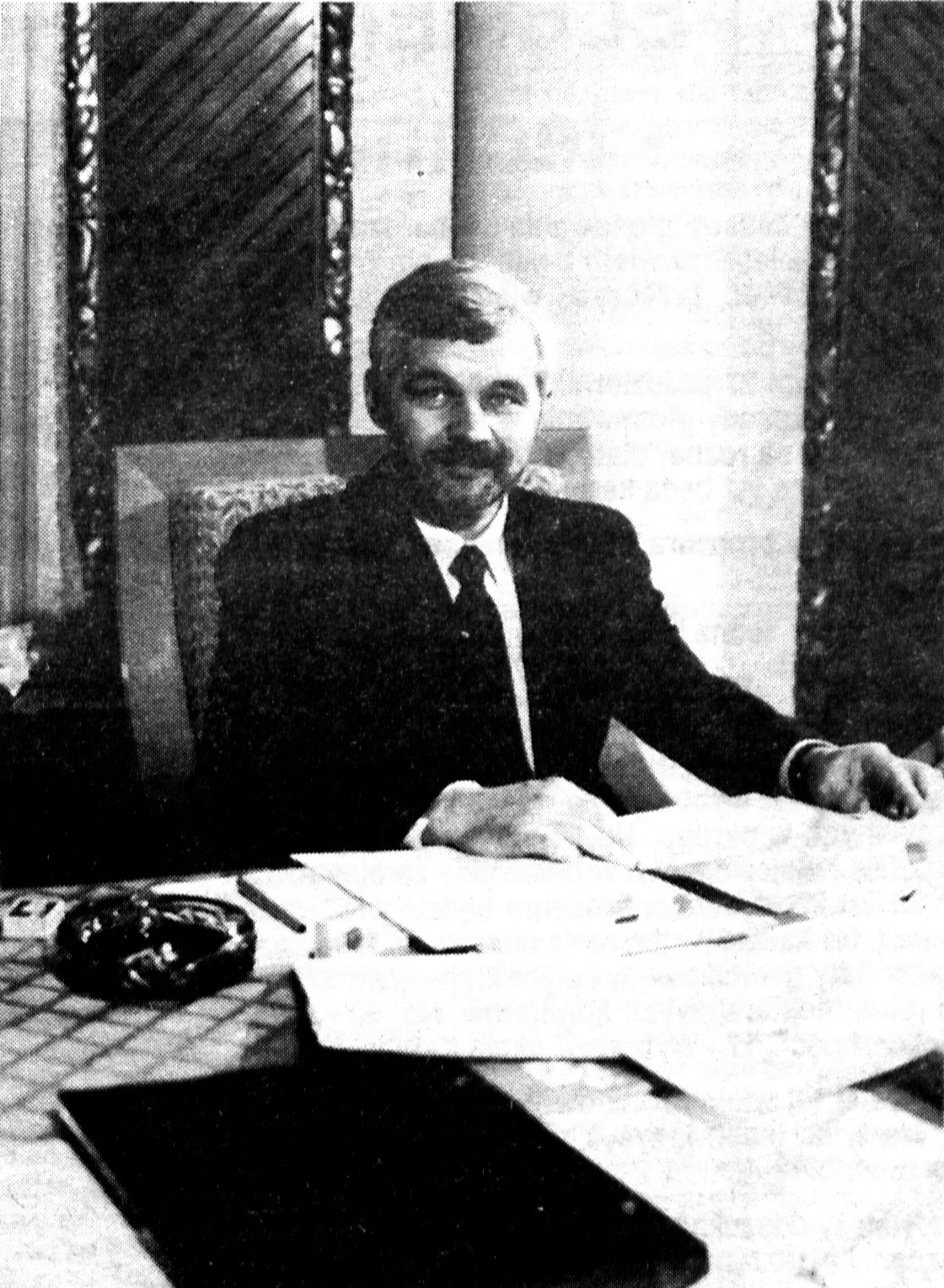
Bielecki in 1991

Bij de gedeeltelijk vrije parlementsverkiezingen van 4 juni 1989 werd Bielecki namens Solidariteit in de Sejm verkozen. In 1990 was hij (samen met onder anderen de latere premier Donald Tusk) medeoprichter van een van de eerste politieke partijen na de omwenteling, het Liberaal-Democratisch Congres (Kongres Liberalno-Demokratyczny, KLD). Na de nederlaag van Tadeusz Mazowiecki in de presidentsverkiezingen werd de toen nog tamelijk onbekende Bielecki door de nieuwe president Lech Wałęsa aangezocht om een nieuwe regering te vormen. Op 12 januari werd de centrumrechtse regering van Bielecki beëdigd. Deze regering, de eerste Poolse regering sinds 47 jaar waaraan geen communisten deelnamen, zette het hervormingsbeleid van haar voorganger voort. De Poolse economie ging destijds door een diep dal en bovendien werd de regering geplaagd door corruptieschandelen. Bij de parlementsverkiezingen van oktober 1991 behaalde geen enkele partij een duidelijke overwinning en Bielecki's KLD, die het bij de verkiezingen matig had gedaan, trok zich wegens meningsverschillen over het te voeren economische beleid al snel terug uit de coalitiebesprekingen. Op 5 december werd Bielecki als premier opgevolgd door Jan Olszewski.
Van 11 juli 1992 tot 28 mei 1993 was Bielecki in de regering van Hanna Suchocka minister zonder portefeuille belast met de contacten met de Europese Economische Gemeenschap. Bij de verkiezingen van 19 september 1993 werd deze regering meedogenloos afgestraft voor de negatieve gevolgen van het hervormingsbeleid en Bielecki's partij verdween uit het parlement. In 1994 was Bielecki medeoprichter van de Vrijheidsunie (Unia Wolności), ontstaan uit een fusie van zijn eigen KLD en Mazowiecki's Democratische Unie (Unia Demokratyczna). In 2001 zou hij deze partij verlaten om over te stappen naar het Burgerplatform van zijn vriend en geestverwant Donald Tusk.
In november 1993 werd Bielecki directeur en Poolse vertegenwoordiger bij de Europese Bank voor Wederopbouw en Ontwikkeling in Londen, op 1 oktober 2003 verruilde hij deze functie voor die van bestuursvoorzitter van de Bank Pekao S.A.. Op 15 januari 2010 trad hij af werd hij voorzitter van het Poolse Instituut voor Internationale Zaken. Op 9 maart van dat jaar werd hij door Donald Tusk tevens benoemd tot voorzitter van Economische Raad bij de Kanselarij van de Voorzitter van de Ministerraad. Hij bleef deze functie vervullen tot januari 2015, toen de nieuwe premier Ewa Kopacz hem verving door oud-EU-commissaris Janusz Lewandowski.
- Gemeinsame Normdatei: 17094798X
- International Standard Name Identifier: 0000 0001 1471 8409
- Library of Congress Control Number: no93031084
- Nationale Bibliotheek van Tsjechië: pna2016924840
- Nationale Bibliotheek van Polen: a0000001253219
- Virtual International Authority File: 46334352
- WorldCat: E39PBJB8pRrQgQmXdpXrrKqJDq